# Курт Зандерлінг
Курт За́ндерлінг (нім. Kurt Sanderling; 19 вересня 1912, Аріс, Східна Пруссія, нині Ожиш, Польща — 17 вересня 2011, Берлін) — німецький диригент.

## Біографія

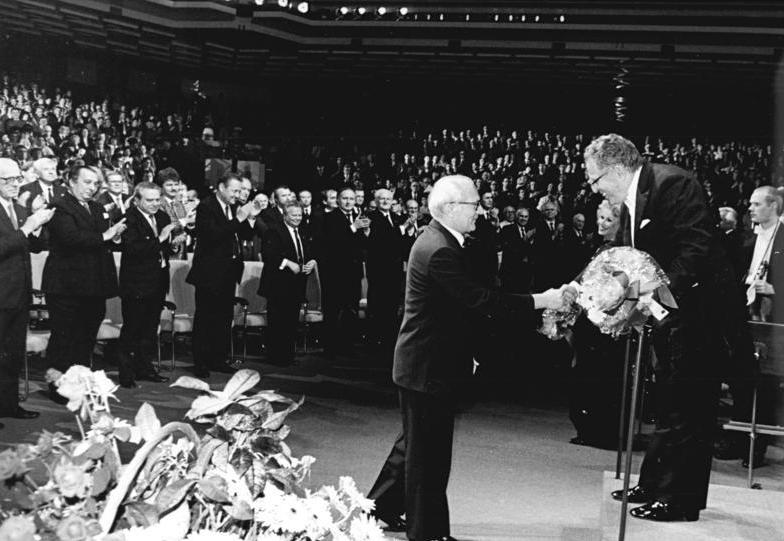
Ерік Хоннекер вручає квіти Курту Зандерлінгу

Навчався в Кенігсберзі та Берліні, в 1931 році почав працювати в Берлінській опері, проте п'ять років по тому змушений був виїхати з Німеччини через єврейське походження і емігрував до СРСР, де жив його дядько.
У Москві Зандерлінг став диригентом Оркестру Московського Радіо і займав цей пост до 1941 року, коли отримав місце диригента оркестру Ленінградської філармонії разом з Євгеном Мравінським.
Працюючи з цим колективом протягом майже 20 років, Зандерлінг підняв його виконавський рівень до світових стандартів. Повернувшись в 1960 році в НДР, він очолив Берлінський симфонічний оркестр і займав це місце протягом сімнадцяти років. В 1964-1967 роках Зандерлінг також диригував Дрезденською державною капелою. Диригент багато і активно гастролював, маючи великий успіх у Празі, Зальцбурзі, Відні, Варшаві та інших містах Європи. З 1972 року періодично виступав з Новим філармонічним оркестром, з 1979 року — з симфонічним оркестром Токіо.
Після падіння Берлінської стіни інтерес до творчості Зандерлінга відродився, багато в чому завдяки виходу численних записів, зроблених під його керуванням. Репертуар Зандерлінга значною мірою складався з творів німецьких і австрійських композиторів; велику популярність здобули записи творів Бетховена і Брамса, зроблені музикантом. Особливу популярність отримали його інтерпретації музики Яна Сібеліуса, Дмитра Шостаковича, в яких диригент продемонстрував гарне почуття стилю, увагу до деталей і глибокий драматизм виконання.
Незважаючи на поважний вік, в 1990-ті роки Зандерлінг іноді продовжував виступати з різними оркестрами, а в січні 2002 році заявив про своє повернення до активної концертної діяльності.
Син — відомий диригент Томас Зандерлінг.